# ماريو مارتينيز (تنس)
ماريو مارتينيز (بالإسبانية: Mario Martínez)‏ مواليد 12 سبتمبر 1961 في لاباز، هو لاعب كرة مضرب بوليفي سابق بدأ مسيرته كمحترف سنة 1980 وكان يلعب باليد اليمنى، اعتزل اللعب في 1985. أعلى تصنيف له في الفردي كان المركز الـ 35 في سنة 1983. أعلى تصنيف له في الزوجي كان المركز الـ 274 في سنة 1983.

## النهائيات

### الفردي (الألقاب 5, الوصافة 3)
| الحصيلة | الرقم | السنة | الدورة                   | الأرضية | المنافس         | النتيجة       |
| ------- | ----- | ----- | ------------------------ | ------- | --------------- | ------------- |
| الفوز   | 1.    | 1980  | بوردو                    | ترابية  | جياني أوكليبو   | 6–0, 7–5, 7–5 |
| الوصافة | 1.    | 1980  | كونيو                    | ترابية  | ريكاردو كانو    | 5–7, 2–6      |
| الوصافة | 2.    | 1981  | بطولة نيس المفتوحة للتنس | ترابية  | يانيك نواه      | 4–6, 2–6      |
| الفوز   | 2.    | 1981  | البندقية                 | ترابية  | باولو برتولوتشي | 6–4, 6–4      |
| الفوز   | 3.    | 1981  | مسينة                    | ترابية  | روبي فنتر       | 6–4, 7–5      |
| الفوز   | 4.    | 1982  | باليرمو                  | ترابية  | جون ألكسندر     | 6–4, 7–5      |
| الوصافة | 3.    | 1982  | مسينة                    | ترابية  | بابلو أرايا     | 5–7, 4–6      |
| الفوز   | 5.    | 1983  | مسينة                    | ترابية  | باتريس كوشنا    | 6–7, 6–0, 9–7 |

## روابط خارجية
- ماريو مارتينيز على موقع رابطة محترفي التنس (الإنجليزية)
- ماريو مارتينيز على موقع الاتحاد الدولي لكرة المضرب (الإنجليزية)
- ماريو مارتينيز على موقع كأس ديفيز (الإنجليزية)
- ماريو مارتينيز على موقع خلاصة التنس.كوم (الإنجليزية)